# 奇氏擬南極魚
奇氏擬南極魚為輻鰭魚綱鱸形目南極魚亞目南極魚科的其中一種，分布於南冰洋海域，棲息深度265-335公尺，為底棲性魚類，屬肉食性，生活習性不明。